# Campus de Alcoy
El Campus de Alcoy es un campus de la Universidad Politécnica de Valencia (UPV) ubicado en el casco urbano de la ciudad de Alcoy (Alicante) en las antiguas fábricas de Ferrándiz y Carbonell, dos edificios emblemáticos de la zona, de estilo modernista valenciano, obra del arquitecto alcoyano Vicente Pascual Pastor. La fábrica de Carbonell fue construida entre 1909 y 1917 (rehabilitada como universidad en 2006) y la de Ferrándiz en 1922 (rehabilitada en 1997). También, desde 2015, cuenta con el edificio Georgina Blanes, de nueva planta y que actúa como edificio de investigación (laboratorios y fablab) y deportes (pabellón polideportivo y gimnasio), asimismo tiene tres plantas de aparcamiento. El cuarto edificio del campus es el histórico edificio del Viaducto, de la antigua Escuela Industrial de Alcoy.
El campus alberga la Escuela Politécnica Superior de Alcoy.

## Escuela Politécnica Superior de Alcoy
La actividad de la escuela se caracteriza hoy en día por su clara vocación en el diseño de nuevos planes de estudio y títulos de grado del programa de Espacio Europeo de Educación Superior (Proceso de Bolonia). La EPSA destaca por su implicación en su entorno socio-empresarial. Sus profesores participan activamente en la formación integral del alumno y su empleabilidad al acabar los estudios. Así como en multitud de proyectos de investigación y desarrollo e innovación (I+D+i).

### Historia
El antecedente más remoto de la actual Escuela Politécnica Superior de Alcoy (EPSA) se remonta a 1828, fecha en la que los miembros del organismo gremial de la localidad, la Real Fábrica de Paños de Alcoy, acordaron fundar el Establecimiento Científico Artístico, centro estructurado en cuatro cátedras en el que se empezaron a impartir las enseñanzas técnicas. Durante el resto del siglo XX y primer tercio del XX la formación profesional en Alcoy se mantuvo de un modo u otro como Escuela de Artes y Oficios de Alcoy y Escuela de Industrias de Alcoy (Elemental y Superior).
El 7 de mayo de 1928, se otorga en la Escuela el título de Perito Químico a Doña Ana María Cegarra Salcedo, que de hecho fue la primera mujer perito químico de España. Entre los años 1921-1924, prestaría servicios como ayudante técnico en el laboratorio de análisis industriales de la viuda de Francisco Munuera con el haber mensual de 200 pesetas.
A principios de la década de 1940, el centro se trasladó a las instalaciones del Edificio Viaducto de la Escuela Politécnica Superior de Alcoy, situadas sobre los terrenos que la Real Fábrica de Paños había cedido en 1906. El Edificio Viaducto (Alcoy) se terminó en 1936, pocos meses antes de dar comienzo la guerra civil. Fue un hospital Sueco-Noruego durante la guerra civil española, establecido para atender a heridos de guerra y sufragado por suscripción popular en Suecia y en Noruega. Tras un corto periodo en que funcionó como prisión, el edificio fue destinado a su función formativa inicialmente prevista, como escuela de peritos industriales. A partir de 1964, la Escuela de Peritos Industriales pasó a denominarse Escuela Universitaria de Ingeniería Técnica Industrial de Alcoy (EUITIA). En 1972, se integró en la Universidad Politécnica de Valencia como EUITIA impartiendo cinco especialidades desde 1983: Química, Mecánica, Electricidad, Textil y Electrónica Industrial.
Desde 1991 se imparten cursos de doctorado, con la paradoja de cursarse, en la entonces EUITIA, el primer y el tercer ciclo, sin pasar por el segundo. Durante el curso 1993/94 se iniciaron los estudios de Ingeniero Técnico en Telecomunicaciones, especialidad Telemática. En el curso 1994/95, se sumó una nueva titulación, la de Ingeniería de Organización Industrial, 2.º ciclo, lo que confirió a la EUITIA un rango superior. Por ello, pasó a denominarse de manera definitiva Escuela Politécnica Superior de Alcoy (EPSA).

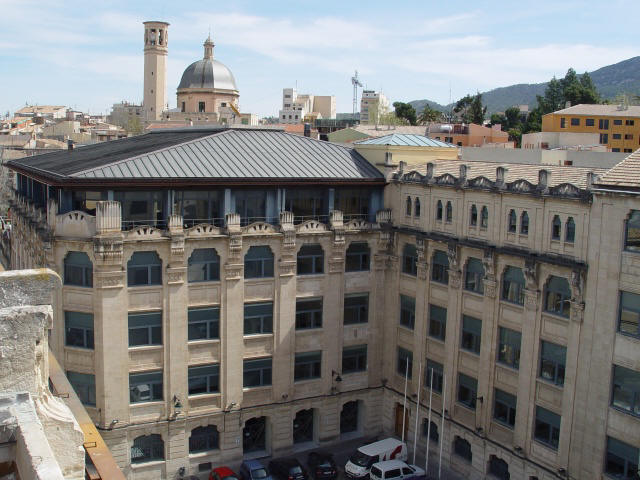
Edificio Ferrándiz.

Durante el curso académico 1995/96, se inició en la EPSA la titulación de Ingeniero Técnico en Diseño industrial. La Licenciatura en Administración y Dirección de Empresas, empieza dos años más tarde, con la puesta en marcha del primer curso, por lo que hasta el curso académico 2001/02 no se impartirá la titulación completa. En el curso 1999/00, se inició la titulación de Ingeniería en Ciencia de materiales, impartiéndose por videoconferencia desde el campus de Valencia. Era la primera vez que una titulación de la UPV, se impartía utilizando la innovadora tecnología docente. Debido a la gran demanda que suscitó la nueva titulación, en el curso académico 2000/01, la docencia de la misma se imparte en su totalidad de forma presencial, quedando de esta forma asignada definitivamente al centro. En el curso 01/02 comenzó la titulación de Ingeniería Técnica en Informática de Gestión.
El crecimiento del campus en titulaciones y alumnado generó la necesidad de ampliar también las instalaciones. En 1997, se rehabilita para la enseñanza universitaria la antigua fábrica textil de Ferrándiz. El año 2006 supone la inauguración de una segunda fábrica textil rehabilitada, el edificio Carbonell, consolidando así el nuevo campus. En 2015, se inauguró un nuevo edificio, el edificio Georgina Blanes Nadal, que incluye dependencias de investigación, pabellón polideportivo y aparcamiento.
En la última década ha comenzado la recuperación de la documentación administrativa histórica del centro desde el siglo XIX. La biblioteca del campus ha recuperado la práctica totalidad de las lecciones inaugurales y memorias de curso desde 1887 hasta la guerra civil. Esta documentación y otras más está siendo digitalizada y publicada en el repositorio institucional de la Universidad Politécnica de Valencia, Riunet, en la colección Archivo histórico de la Escuela Industrial de Alcoy. La documentación original está siendo reunida y organizada en las dependencias de la propia biblioteca.
En 2018 ha recibido el Premio Hispania Nostra por la rehabilitación de los edificios industriales para un nuevo uso de interés social.
Desde 2024 dispone de nuevos terrenos en los que en los próximos años se pretende ampliar las instalaciones del campus, así como desarrollar zonas verdes y deportivas para el esparcimiento de la comunidad universitaria
Asimismo dispone ya del Edificio de Papeleras Reunidas, donde va a desarrollar su propia ciudad politécnica de la investigación.

### Titulaciones
- Grados
  - Grado en Ingeniería Mecánica
  - Grado en Ingeniería Química
  - Grado en Ingeniería Eléctrica
  - Grado en Ingeniería Informática
  - Grado en Administración y Dirección de Empresas
  - Grado en Ingeniería en Diseño Industrial y Desarrollo de Productos
  - Grado en Informática Industrial y robótica
  - Grado en Inteligencia artificial
  - Doble Grado en Turismo y Administración y Dirección de Empresas
  - Doble Grado en Ingeniería Informática y Administración y Dirección de Empresas
  - Doble Grado en Ingeniería Química e Ingeniería en Tecnología y Diseño Textil.
- Másteres 
  - Máster Universitario en Ingeniería de Organización y Logística
  - Máster en Ingeniería Textil
  - Máster Universitario en Ingeniería, Procesado y Caracterización de Materiales
  - Máster Universitario en Dirección de Empresas (MBA)
- Doctorados
  - Doctorado en Ingeniería Textil

### Comunidad universitaria del campus
El alumnado se sitúa en torno a los 2500 estudiantes. El personal docente e investigador suele estar en torno a los 200 y el de administración y servicios sobre los 60 profesionales. Hay que sumar a ello los alumnos de intercambio Erasmus, los alumnos de la universidad senior y los alumni (extrabajadores y exalumnos).

### Directores del centro desde finales delsigloXIX
Ha contado, a lo largo de su historia, con los siguientes directores (algunos de ellos distinguidos profesionales en sus campos):
- Enrique Vilaplana Juliá (1887-1893).
- Emilio Colomina Raduán (1893-1902).
- Vicente Pascual Pastor (1903-1914).
- José Cort Merita (1914-1936).
- Juan Durá Llopis, director interino, sin nombramiento (1936-1941).[2]
- Luis Gisbert Botella (1941-1959).
- Juan Doménech Mengíbar (1959-1969).
- Octavio Candela Carbonell (1969-1983).
- Emilio Corbí Vilaplana (1983-1986).
- Roberto García Payá (1986-1994).
- Eduardo Gilabert Pérez (1994-1995).
- Francisco Javier Colomina (1995-2004).
- Enrique Masiá Buades (2004-2012).
- Georgina Blanes Nadal (2012-2015)
- Juan Ignacio Torregrosa López (2015-2020).
- Pablo Andrés Bernabeu Soler (2020-actualidad).

## Biblioteca y Documentación Científica
La Biblioteca del Campus de Alcoy se integra funcionalmente en el servicio de Biblioteca y Documentación Científica de la Universidad Politécnica de Valencia. Desde 2006 se ubica en el edificio de Carbonell. Antes se encontró durante décadas en el edificio del Viaducto y aún antes en la sede original del centro .

### Instalaciones
- Dos plantas que suman 850 m² (metros cuadrados) y 203 puestos de lectura.
- 6 cabinas de trabajo en grupo, que pueden alojar hasta a 31 personas, equipadas con TV de 55 pulgadas, conectores, Wi-Fi, aire acondicionado y pizarra.
- Accesibilidad: mostrador de información y préstamo adaptado. Puestos de lectura adaptados y de uso prioritario por personas con movilidad reducida.
- Wi-Fi para la usuarios de la UPV y vía Eduroam para usuarios otras universidades españolas.

### Colecciones
Se ofrece acceso a las colecciones de la UPV en los tres campus (Alcoy, Valencia y Gandía). También, mediante convenio BUVAL, sus usuarios disponen de acceso al préstamo de las obras en las 5 universidades públicas valencianas. 

Cuenta con fondos que van desde el general de estudio y literatura hasta otros de películas, o libro antiguo.
La obra más antigua disponible en la Biblioteca del Campus de Alcoy data de 1750. Se trata de Introduction a l'analyse des lignes courbes algébriques de Gabriel Cramer, donde se expone por primera vez la llamada regla de Cramer.
Dispone de una docena de obras del siglo XVIII, sobre temas física, matemáticas, navegación o comercio. También de un interesante fondo técnico del siglo XIX y una colección significativa de obras sobre industria textil y papelera.

Además, desde 2011 cuenta con una colección de ordenadores portátiles para prestar a sus alumnos para el desarrollo de su trabajos y estudios.